# نبردرزمناو پتر کبیر
اگرچه این کشتی جنگی نبردناو است و آن را نمی‌شود یک رزم‌ناو نامید اما به ناچار طبق سنت در رده رزم‌ناو قرار می‌گیرد؛ اصطلاح نبردرزمناو شاید مناسبترین باشد.
این رزمناو القابی نظیر دژ عظیم دریایی روسیه، گل سرسبد ناوگان شمال و در آخر نام تزار مشهور روسیه، یعنی پتر کبیر را بر خود دارد.
به گفته برخی کارشناسان بیش از ۱۶۰۰ نوع از انواع تسلیحات اعم از موشک‌انداز، توپ، راکت‌انداز، اژدر، انواع سیستم‌های راداری و ماهواره‌ای و انبوهی از تجهیزات مدرن و تکنولوژی‌های پیشرفته در این نبردرزمناو به کار رفته که این نبردرزمناو را به یکی از مخوف‌ترین ناوهای جنگی تبدیل کرده‌است. به طوریکه توان درگیری همزمان در سه جبهه سطحی، زیر سطحی و هوایی را دارد.
پتر کبیر در حال حاضر تنها نبردرزمناو عملیاتی از کلاس کیروف می‌باشد که این کلاس بعد از ناوهای هواپیمابر بزرگترین ناوهای جنگی موجود در جهان به حساب می‌آید.
این رزمناو با ۱۴۰ کابین یک کشتی مسافربری لوکس را در خود جای داده‌است. این کابین‌ها شامل اتاق‌های ملوانان، افسران، پرسنل بیمارستان و بقیه خدمه کشتی می‌شود.
کار بر روی این طرح از سال ۱۹۸۶ شروع شد و به دلیل مشکلات اقتصادی که جنگ افغانستان بر روسیه تحمیل کرده بود به مدت ۱۰ سال به تعویق افتاد و در نهایت در سال ۱۹۹۶ با تأمین بودجه و نیروی کار متخصص راه اندازی و تکمیل طرح آغاز شد که در نهایت در نوامبر همان سال (۱۹۹۶) به صورت آزمایشی وارد ناوگان دریای شمال روسیه شد و در آوریل سال ۱۹۹۸ به صورت کامل به خدمت گرفته شد.
در اوت سال ۲۰۰۰ در جریان بزرگترین رزمایش آبی تاریخ فدراسیون روسیه با زیردریایی پیشرفته زیردریایی کورسک وارد میدان شد و در انجام عملیاتی مشترک ناگهان ارتباط خود را با کورسک از دست داد و پس از مشخص شدن انفجار و در پی آن منهدم شدن کورسک تا سال ۲۰۱۱ هر از چند گاهی به نگهبانی در آن منطقه می‌پرداخت تا در صورت نیاز سریعاً وارد عمل شود.
بازسازی:
به دستور دریاسالار Vladimir Kuroyedov در آوریل سال ۲۰۰۴ جهت بازسازی در مجتمع کشتی‌سازی Severodvinsk لنگر انداخت و در دوم اوت همان سال به خدمت بازگشت.
بازسازی‌ها شامل: رنگ آمیزی مجدد بدنه و داخل. آپگرید سیستم ناوبری، عرشه و آبخور بود.

## عملیاتها و مانورها
دسامبر ۲۰۰۸: ورود به دریای کاراییب به همراه ناوشکن Chabanenko و شرکت در رزمایشی مشترک با نیروی دریایی ونزوئلا. این رزمایش روسیه از نگاه دول غربی نوعی خودنمایی و بازگشت قدرتمند روسیه به عرصه‌های جهانی دیده شد که تا آن زمان بی‌سابقه بود.
۲۲ اکتبر ۲۰۰۸ سفر به ترکیه
۶–۹ نوامبر ۲۰۰۸ سفر به فرانسه
۱۰ نوامبر ۲۰۰۸ سفر به دریای مدیترانه و عبور از تنگه جبل الطارق
۲۵ نوامبر ۲۰۰۸ همزمان با سفر رئیس‌جمهور روسیه به ونزوئلا اعزام شد
۱–۲ دسامبر ۲۰۰۸ به پاناما
۱۳ دسامبر به نیکاراگوئه
۱۹–۲۳ دسامبر به هاوانا کوبا
۱۱ ژانویه ۲۰۰۹ شرکت در رزمایشی مشترک با هند و آغاز سفری سه روزه به
کیپ تاون آفریقای جنوبی
۱۲ فوریه ۲۰۰۹ آزاد کردن ۱۰ کشتی از دست ۳ قایق دزدان دریایی سومالی
در ۱۰ مارس ۲۰۰۹ پس از ۶ ماه مأموریت به خانه بازگشت
در ۳۰ مارس ۲۰۱۰ سفری ۶ ماهه را آغاز کرد
۱۴ آوریل ۲۰۱۰ به بندر Tartus سوریه واقع در دریای مدیترانه اعزام شد. (این بندر پایگاه دایمی روسیه می‌باشد)
در اوایل می ۲۰۱۰ در دریای چین با رزمناو موشکی مسکووا دیداری داشت و پس از آن به رزمایش واستوک اعزام شد.
در ۲۹ سپتامبر پس از طی کردن ۲۸۰۰۰ مایل به خانه بازگشت.

## مشخصات
محل خدمت: نیروی دریایی فدراسیون روسیه (ناوگان شمال)
کشور سازنده: روسیه
نام: پطر کبیر (Pyotr Velikiy)
تاریخ آغاز پروژه: ۱۹۸۶
راه اندازی: ۱۹۹۸
وضعیت: در حال خدمت
نوع: نبردرزمناو فوق سنگین اتمی و موشکی
وزن نرمال: ۲۴۳۰۰ تن
وزن ماکسیمم: ۲۶۱۹۰ تن
طول کلی: ۲۵۱ متر
طول قسمت داخل اب: ۲۳۰ متر
عرض: ۲۸٫۵ متر
عرض قسمت داخل اب: ۲۴ متر
آبخور: ۱۰٫۳۳ متر
موتورها:
۴ رآکتور اتمی دارای توربین بخار متصل به ۲ پروانه ۵ تیغه به قدرت ۲۷۰ هزار اسب بخار
۴ توربو ژنراتور ۳۰۰۰ کیلو وات، ۴ ژنراتور GT به قدرت ۱۵۰۰ کیلو وات
حداکثر سرعت ۳۲ گره
پرسنل: ۷۲۷ نفر به علاوه ۱۵ خلبان و متصدی هلیکوپتر 
تسلیحات:
سیلو پرتاب موشک :این سیلو متعلق به موشک SS-NX-26 Oniks/Yakhont است. این موشک با کلاهک اتمی 20 kt و برد بیش از ۳۰۰ کیلومتر (تا 800 km هم گزارش شده‌است) چالشی بزرگ برای ناو هواپیمابر و ناوگروه همراهش خواهد بود. در صورت شلیک چیزی از ناوگروه نخواهد ماند!!!
موشک SS-N-19 Granit با برد ۴۵۰ ناتیکال مایل (معادل ۸۳۴ کیلومتر) سرعت ۲٫۵ ماخ
در سال ۲۰۰۵ این موشک با موشک‌های SS-NX-26 Oniks/Yakhont تعویض شدند
۱۲ لانچر موشک ضدهوایی و ضد موشک S-300F, مجموعاً شامل ۹۶ موشک
۴ مقر پرتاب ضدهوایی SA OSA-MA با مجموع ۴۰
۱۰ مقر ADGM Kashtan مجموعاً ۱۹۲ موشک
۱۰ مقر پرتاب موشک Vodopad-NK) SS-N-16) با برد ۴۵۰ ناتیکال مایل (معادل ۸۳۴ کیلومتر) مجموعاً ۲۰ موشک
۲ توپ AK-130 DP با قطر ۱۳۰ م م و برد ۲۸۸۰۰ متر مجموعاً ۸۴۰ گلوله
۸ قبضه توپ ۶ لول ۳۰ م م AK-630 gattl با شلیک ۶۰۰۰ تیر در دقیقه مجموعاً ۴۸۰۰۰ تیر
راکت انداز RBU-1000 با برد ۶۰۰۰ متر مجموعاً ۱۰۲ راکت
۱۰ اژدر انداز ۵۳۳ م م مجموعاً ۵۳ اژدر
۲ راکت انداز RBU-Udav-1 با ۱۵۰۰ متر برد مجموعاً ۴۰ راکت
۳ هلیکوپتر  KA – 27
تجهیزات الکترونیک:
سیستم کامپيوتری  پردازش اطلاعات رزمی
تجهیزات رادیویی ارتباطی
سیستم ارتباط ماهواره ای
سیستم کنترل آتش موشک‌های ضد کشتی
سیستم کنترل آتش اژدرها
سیستم کنترل آتش راکت اندازها
رادار تجسسی
رادار برای شناسایی هواپیماها و موشک‌های دارای ارتفاع پایین
۲ سیستم کنترل آتش موشک‌های ضدهوایی
۴ سیستم راداری و کنترل آتش توپ‌های ۳۰ میلیمتری گتلین
۲ رادار ناوبری
۲ سونار ACTIVE/PASSIVE2
سیستم جنگ الکترونیک برای ایجاد کشتی کاذب بر روی رادار و گول‌زدن رادارهای دشمن

## نگارخانه

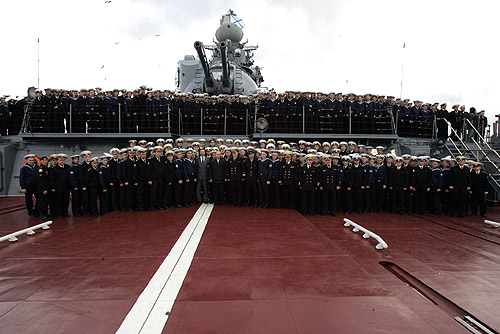
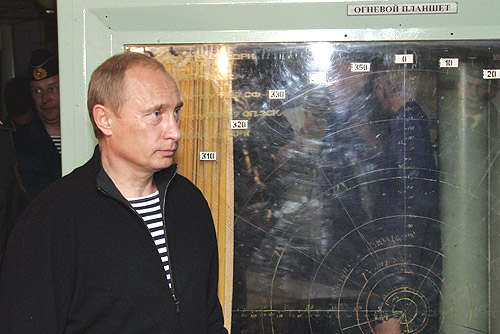
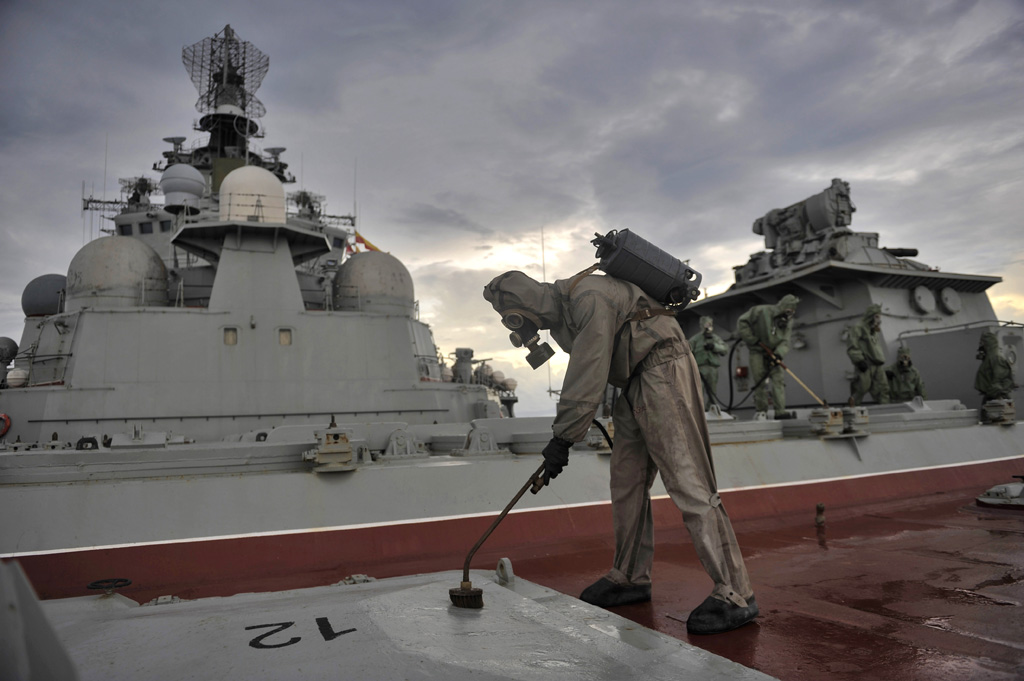
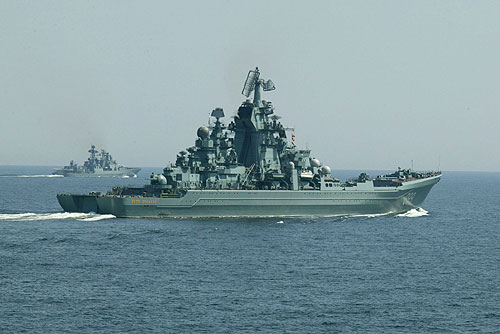